# Ignaz Edler von Born
Ignaz Edler von Born (Karlsburg, Transilvânia, 26 de dezembro de 1742 — Viena, 24 de julho de 1791) foi um mineralogista austríaco e metalurgista, nascido de uma família nobre em Karlsburg, na Transilvânia.
Educado num colégio jesuíta em Viena, ele foi dezasseis meses um membro da ordem, mas deixou e estudou direito em Praga. Em seguida, ele viajou extensivamente pela Alemanha, Países Baixos e França, estudando mineralogia, e em seu retorno a Praga em 1770 entrou para o departamento de minas e da hortelã.
Em 1776 foi nomeado por Maria Theresa para organizar os imperiais museu em Viena, onde ele foi indicado para o conselho de minas e da hortelã, e continuou a residir até à sua morte.
Introduziu um método de extração de metais por fusão (Uber das Anquicken der Erze, 1786), bem como outras melhorias na mineração e outros processos técnicos. Suas publicações incluem também Lithophylacium Bornianum (1772-1775) e Bergbaukunde (1789), além de vários catálogos.
Von Born tentou sátira sem grande sucesso. Die Staatsperücke, uma história publicada sem o seu conhecimento, em 1772, e um ataque contra o Padre Hell, o jesuíta, e o rei do astrônomo em Viena, são duas de suas obras satíricas. Parte de uma sátira, intitulado Monachologia, na qual os monges estão descritos na linguagem técnica de história natural, também é atribuído a ele.
Von Born foi bem inteirado em Latim e nas principais línguas modernas da Europa, e com muitos ramos da ciência não imediatamente ligados a metalurgia e mineralogia. Ele tomou parte ativa na política - as mudanças na Hungria. Após a morte do imperador Joseph II, a dieta dos estados da Hungria rescisão muitas inovações desse governante, e conferidos os direitos de denizen sobre várias pessoas que haviam sido favoráveis à causa dos húngaros, e, entre outros, em von Born.
No momento da sua morte em 1791, ele foi empregado por ter escrito uma obra intitulada Fasti Leopoldini, provavelmente relacionados com o comportamento prudente dos Leopoldo II, o sucessor de Joseph, para os húngaros.